# トロピカルソフト
トロピカルソフト  は、かつて存在したアダルトゲームメーカーである。

## 概要
1999年、TGLが設立したアダルトゲームのブランド「くるみ」（現在のパートナーブランドの原型）傘下のメーカーとして参加、後に独立する。開発室は東京都板橋区に置いていた。2003年9月活動停止。

## 作品一覧

### 2000年
- ハーフヴァンパイア サキさん（くるみ名義で発売）

### 2002年
- Revenir

## 参加していたスタッフ

### 原画
- 田宮秋人
- 一宮正樹

### シナリオ
- 三好ひろゆき